# Festival slovenskega filma 2016
19. Festival slovenskega filma je potekal med 13. in 18. septembrom 2016 v Portorožu, natančneje v Avditoriju Portorož. 
Podelitev festivalskih nagrad (z izjemo Badjurove, ki je bila podeljena na otvoritvenem večeru) je bila predzadnji večer festivala, v soboto, 17. 9., v glavni dvorani Avditorija (za glasbeno spremljavo je poskrbela Severa Gjurin). Direktor oziroma programski vodja festivala je bil Igor Prassel.

### Številke
Na festival je bilo prijavljenih rekordno visoko število filmov – 167 (21 več kot leta 2015), in sicer 98 kratkometražnih filmov, 46 srednjemetražnih in 23 celovečercev oziroma, gledano žanrsko, 76 dokumentarnih filmov, 53 igranih, 22 animiranih in 16 eksperimentalnih. Izmed teh jih je selekcijska komisija v sestavi Igor Prassel, Bojana Bregar (društvo Kraken) in Ana Šturm (Slovenska kinoteka) v program uvrstila 96.
V šestih dneh je bilo tako prikazanih 98 filmov (poleg izbranih 96 še 2 posebni projekciji), in sicer 20 celovečercev, 13 srednjemetražnih in 65 kratkih. Za vesne se je potegovalo 52 filmov (14 celovečercev, 4 srednjemetražni in 34 kratkih). Med celovečerci v tekmovalnem programu je bilo 7 domačih igranih filmov, 3 koprodukcije in 4 dokumentarni filmi.

## Nagrade
- Nagrado Metoda Badjure za življenjsko delo (Badjurovo nagrado) je prejel scenograf Dušan Milavec.[5][6][7][8]
- Nagrado Art kino mreže Slovenije (žirija: Mateja Lapuh, Samo Seničar in Nina Ukmar) je prejel film Igorja Šterka Pojdi z mano.
- Nagrado Združenja slovenskih filmskih kritikov (žirija: Tina Poglajen, Maja Krajnc in Jasmina Šepetavc) je prejel film Vlada Škafarja Mama.
- Nagrado občinstva (za najboljši slovenski celovečerni film) je prejel film Igorja Šterka Pojdi z mano (z oceno 4,7).

### Nagrade vesna
Žirija 19. Festivala slovenskega filma v sestavi Sonja Prosenc, Meta Mazaj, Rado Likon in Jure Matičič (prvotno bi moral biti v njej tudi Rok Predin) je podelila 20 nagrad vesna.
| Kategorija                        | Prejemnik                                                                      |
| --------------------------------- | ------------------------------------------------------------------------------ |
| Najboljši celovečerni film        | Houston, imamo problem! (režija Žiga Virc)                                     |
| Najboljša režija                  | Damjan Kozole (Nočno življenje)                                                |
| Glavna ženska vloga               | Pia Zemljič (Nočno življenje)                                                  |
| Glavna moška vloga                | Božidar Smiljanić (Houston, imamo problem!)                                    |
| Stranska ženska vloga             | Marjuta Slamič (Nika)                                                          |
| Stranska moška vloga              | Petre Arsovski, Matija Vastl, Dejan Spasić (Nočno življenje)                   |
| Najboljši scenarij                | Nebojša Pop Tasić, Olmo Omerzu (Družinski film)                                |
| Najboljši dokumentarni film       | Meje (režija Damjan Kozole)                                                    |
| Najboljši kratki film             | Dober tek, življenje! (režija Urška Djukić)                                    |
| Najboljša fotografija             | Marko Brdar (Mama)                                                             |
| Najboljša glasba                  | Jura Ferina, Pavao Miholjević (Pojdi z mano)                                   |
| Najboljša montaža                 | Vladimir Gojun (Houston, imamo problem!)                                       |
| Najboljši študijski film          | Male ribe (režija Maja Križnik); posebna omemba: Srdohrd (režija Ester Ivakič) |
| Najboljši animirani film          | Nočna ptica (režija Špela Čadež)                                               |
| Najboljša scenografija            | Dušan Milavec, Neža Zinajič (Nočno življenje)                                  |
| Najboljša kostumografija          | Leo Kulaš (Ustava Republike Hrvaške)                                           |
| Najboljša animacija               | Leon Vidmar, Jaka Kramberger (Slovo)                                           |
| Najboljša manjšinska koprodukcija | Ustava Republike Hrvaške (režija Rajko Grlić)                                  |
| Posebni dosežki                   | Pojdi z mano (režija Igor Šterk)                                               |
| Najboljši ton                     | Julij Zornik (Pojdi z mano)                                                    |

## Filmi

### Tekmovalni program
| #   | Naslov                                              | Prevod                                | Režiser                                                              | Zvrst I                    | Zvrst II        |
| --- | --------------------------------------------------- | ------------------------------------- | -------------------------------------------------------------------- | -------------------------- | --------------- |
| 1.  | Nočno življenje                                     | Nightlife                             | Damjan Kozole                                                        | celovečerni                | igrani          |
| 2.  | Pojdi z mano                                        | Come Along                            | Igor Šterk                                                           | celovečerni                | igrani          |
| 3.  | Življenje je trobenta / Život je truba              | Life Is a Trumpet                     | Antonio Nuić                                                         | celovečerni koprodukcijski | igrani          |
| 4.  | Houston, imamo problem!                             | Houston, We Have a Problem!           | Žiga Virc                                                            | celovečerni                | igrani          |
| 5.  | Ustava Republike Hrvaške / Ustav Republike Hrvatske | The Constitution                      | Rajko Grlić                                                          | celovečerni koprodukcijski | igrani          |
| 6.  | Družinski film / Rodinny film                       | Family Film                           | Olmo Omerzu                                                          | celovečerni koprodukcijski | igrani          |
| 7.  | Pod gladino                                         | Buoyancy                              | Klemen Dvornik                                                       | celovečerni                | igrani          |
| 8.  | Mama                                                | Mother                                | Vlado Škafar                                                         | celovečerni                | igrani          |
| 9.  | Nika                                                | —                                     | Slobodan Maksimović                                                  | celovečerni                | igrani          |
| 10. | Komedija solz                                       | Comedy of Tears                       | Marko Sosič                                                          | celovečerni                | igrani          |
| 11. | Dom ljubi dom                                       | Home Sweet Home                       | Maja Prettner                                                        | celovečerni                | dokumentarni    |
| 12. | Mladi levi: polnost časa                            | The Young Lions: The Fullness of Time | Dejan Batoćanin                                                      | celovečerni                | dokumentarni    |
| 13. | Moj narobe svet                                     | My World Is Upside Down               | Petra Seliškar                                                       | celovečerni                | dokumentarni    |
| 14. | Deckument: Od rolke do skejta                       | Deckument                             | Matej Lavka, Andro Kajzer, Miha Brodarič, Nina Vrhovec               | celovečerni                | dokumentarni    |
| 15. | Ne grem na koleno                                   | You Won't Bring Me to My Knees        | Dušan Moravec                                                        | srednjemetražni            | dokumentarni    |
| 16. | Nara Petrovič = človek                              | Nara Petrovič = Human                 | Boris Petković                                                       | srednjemetražni            | dokumentarni    |
| 17. | Selfie brez retuše                                  | Selfie Without a Retouch              | Vinci Vogue Anžlovar                                                 | srednjemetražni            | dokumentarni    |
| 18. | Jogi in škatla                                      | Jogi and a Box                        | Áron Horváth                                                         | študijski                  | igrani          |
| 19. | Male ribe                                           | Little Fish                           | Maja Križnik                                                         | študijski                  | igrani          |
| 20. | Čas za večerjo                                      | Dinner Time                           | Filip Bihar                                                          | študijski                  | animirani       |
| 21. | Svitanje                                            | Dawning                               | Tina Ščavničar                                                       | študijski                  | igrani          |
| 22. | Gospod golob                                        | Mister Pigeon                         | Jure Dostal                                                          | študijski                  | dokumentarni    |
| 23. | Scarecrow Cross                                     | —                                     | Sandra Jovanovska                                                    | študijski                  | dokumentarni    |
| 24. | Odtisi                                              | Impressions                           | Anton Martin Emeršič                                                 | študijski                  | dokumentarni    |
| 25. | LJUBLJANA−MÜNCHEN 15:27                             | —                                     | Katarina Morano                                                      | študijski                  | igrani          |
| 26. | V senci kletk je najhladneje                        | It Is Coldest in the Shade of Cages   | Noemi Zonta                                                          | študijski                  | dokumentarni    |
| 27. | Domov k spominu                                     | Back to the Memories                  | Neli Maraž                                                           | študijski                  | dokumentarni    |
| 28. | Slastni gnus                                        | The Delicious Disgust                 | Miha Možina                                                          | študijski                  | igrani          |
| 29. | Dolce vita                                          | —                                     | Ana Trebše                                                           | študijski                  | dokumentarni    |
| 30. | Vis-á-vis                                           | —                                     | Miha Likar                                                           | študijski                  | dokumentarni    |
| 31. | Srdohrd                                             | —                                     | Ester Ivakič                                                         | študijski                  | igrani          |
| 32. | Nočna ptica                                         | Nighthawk                             | Špela Čadež                                                          | kratki                     | animirani       |
| 33. | Ljubezen je bolezen                                 | Love Is a Sickness                    | Jure Dostal                                                          | kratki                     | dokumentarni    |
| 34. | 999/999/1                                           | —                                     | Davorin Marc                                                         | kratki                     | animirani       |
| 35. | Podlasica                                           | Weasel                                | Timon Leder                                                          | kratki                     | animirani       |
| 36. | Dober tek, življenje!                               | Bon Appétit, La Vie!                  | Urška Djukić                                                         | kratki                     | igrani          |
| 37. | Nisi pozabil                                        | You Didn't Forget                     | Simon Intihar                                                        | kratki                     | igrani          |
| 38. | Številka 3                                          | Number 3                              | Pierre Martin, Camille Tang Quynh, Kris Van Den Bulck, Jasna Merklin | kratki                     | dokumentarni    |
| 39. | Seat                                                | —                                     | Lun Sevnik                                                           | kratki                     | igrani          |
| 40. | Princ Ki-Ki-Do; Balon                               | Prince Ki-Ki-Do; The Balloon          | Grega Mastnak                                                        | kratki                     | animirani       |
| 41. | Meje                                                | Borders                               | Damjan Kozole                                                        | kratki                     | dokumentarni    |
| 42. | Srečno, Orlo!                                       | Good Luck Orlo!                       | Sara Kern                                                            | kratki                     | igrani          |
| 43. | Prvih 10 – Remake                                   | First 10 − Remake                     | Janez Burger                                                         | kratki                     | dokumentarni    |
| 44. | Gledam film                                         | I'm Watching the Film                 | Davorin Marc                                                         | kratki                     | eksperimentalni |
| 45. | Selitev                                             | A New Home                            | Žiga Virc                                                            | kratki                     | igrani          |
| 46. | Vsi smo tu že od nekdaj                             | We Have All Been Here Since Forever   | Peter Cerovšek, Neža Grum, Matevž Jerman                             | kratki                     | eksperimentalni |
| 47. | Idomeni geto                                        | Idomeni Ghetto                        | Julia Minet                                                          | kratki                     | dokumentarni    |
| 48. | Obzornik 62                                         | Newsreel 62                           | Nika Autor                                                           | kratki                     | eksperimentalni |
| 49. | Sotto                                               | —                                     | Ina Ferlan                                                           | kratki                     | eksperimentalni |
| 50. | Slovo                                               | Farewell                              | Leon Vidmar                                                          | kratki                     | animirani       |
| 51. | Ribolov                                             | Fishing                               | Jan Cvitkovič                                                        | kratki                     | igrani          |
| 52. | 2045                                                | —                                     | Maja Prelog, Blaž Murn                                               | kratki                     | eksperimentalni |

### Panorama
| #   | Naslov                                               | Angleški prevod                                          | Režiser | Zvrst I                    | Zvrst II        |
| --- | ---------------------------------------------------- | -------------------------------------------------------- | --- | -------------------------- | --------------- |
| 1.  | Misli                                                | Thoughts                                                 | Rok Hvala | študijski                  | igrani          |
| 2.  | Šum                                                  | Interference                                             | Iza Skok | študijski                  | igrani          |
| 3.  | K.A.O.S.                                             | C.H.A.O.S.                                               | Nikolaj Vodošek | študijski                  | igrani          |
| 4.  | Voda življenja                                       | Water of Life                                            | Steven Larkin, Joske Slabbers | kratki                     | dokumentarni    |
| 5.  | Žaba                                                 | Frog                                                     | Samo Bihar | študijski                  | animirani       |
| 6.  | Na vrtu                                              | In the Garden                                            | Maja Žiberna, Dženi Rostohar | kratki                     | dokumentarni    |
| 7.  | Križ                                                 | The Cross                                                | Larisa Kotnik | kratki                     | animirani       |
| 8.  | Ko hodiš, pojdi zmeraj do konca                      | When You Walk, Follow Your Way to the End                | Noemi Zonta | študijski                  | animirani       |
| 9.  | Anabel                                               | —                                                        | Anja Resman | kratki                     | eksperimentalni |
| 10. | Steklo je steklo                                     | Glass Is Glass                                           | David Ružić | kratki                     | dokumentarni    |
| 11. | Kamen Kras Čas                                       | Stone Karst Time                                         | Matej Župec | kratki                     | dokumentarni    |
| 12. | Transmedijski projekt Skrivnost barjanskega kolesa   | Reinventing the Wheel Cross-Media Documentry Project     | Miha Čelar | celovečerni                | dokumentarni    |
| 13. | Rewind                                               | —                                                        | Ana Trebše | študijski                  | igrani          |
| 14. | Ženska, II. del                                      | Woman, Part II                                           | Majda Širca | srednjemetražni            | dokumentarni    |
| 15. | Spominjanje Drugih                                   | Remembering the Others                                   | Ana Čigon | srednjemetražni            | dokumentarni    |
| 16. | Vse duše mojega telesa                               | Every Soul of My Body                                    | Erika Rossi | srednjemetražni            | dokumentarni    |
| 17. | Krištof Zupet − slikar                               | Krištof Zupet − A Painter                                | Primož Meško | srednjemetražni            | dokumentarni    |
| 18. | Odpadki druge generacije − Po stopinjah nekega punka | Second Generation Rejects − Following the Traces of Punk | Dunja Danial | študijski                  | dokumentarni    |
| 19. | Iluzija                                              | Illusion                                                 | Domen Lo | kratki                     | animirani       |
| 20. | Kombinat                                             | —                                                        | Zvonka T Simčič, Valerie Wolf Gang, Urša Bonelli Potokar | kratki                     | dokumentarni    |
| 21. | Napravi mi dete: Napoleon                            | —                                                        | Katarina Rešek | študijski                  | igrani          |
| 22. | Kdo je ubil Anastazijo Elster                        | Who Killed Anastasia Elster                              | Žiga Ciber | kratki                     | igrani          |
| 23. | Slepa pega                                           | Blind Spot                                               | Laura Bohinc, Mauro Lugano, Jernej Kovač Myint, Tamara Nemeth, Andrej Adamek, Medard Kržišnik, Živa Leder                                                                 | kratki                     | animirani       |
| 24. | Leninski filmski proporc (WIP)                       | Leninist Film Ratio (WIP)                                | Jurij Meden | kratki                     | eksperimentalni |
| 25. | Cirkus                                               | Circus                                                   | Klara Kracina, Nina Perc, Anže Mrak, Jara Decar, Nana Barborič Vesel, Ana Janež, Nina Biščak, Veronika Urbanc, Hana Pušlar, Anja Resman, Anna Sangawa Hmeljak, Lea Mlasko | kratki                     | animirani       |
| 26. | Čas                                                  | Time                                                     | Matevž Jerman | kratki                     | eksperimentalni |
| 27. | Avdicija                                             | Audition                                                 | August Adrian Braatz, Rok Hvala | kratki                     | igrani          |
| 28. | Snegokipar                                           | Snowcreature Man                                         | Matej Ocepek | kratki                     | igrani          |
| 29. | Leteti!                                              | To Fly!                                                  | Amir Muratović | celovečerni                | dokumentarni    |
| 30. | Prečkanje Islandije                                  | Crossing Iceland                                         | Jure Breceljnik | srednjemetražni            | dokumentarni    |
| 31. | Brezmejno                                            | Beyond Boundaries                                        | Peter Zach | celovečerni                | dokumentarni    |
| 32. | Tihotapci identitete                                 | Identity Smugglers                                       | Marija Zidar | srednjemetražni            | dokumentarni    |
| 33. | Zgodba o uspehu                                      | A Story About Success                                    | Boris Jurjaševič | kratki                     | igrani          |
| 34. | Ministrstvo ljubezni / Ministarstvo ljubavi          | Ministry of Love                                         | Pavo Marinković | celovečerni koprodukcijski | igrani          |
| 35. | Mala šola uresničarije                               | Gone Wishing                                             | Niko Grum | kratki                     | animirani       |
| 36. | Koyaa – Roža                                         | Koyaa – Flower                                           | Kolja Saksida | kratki                     | animirani       |
| 37. | Cipercoper                                           | Zippity Zappity                                          | Jernej Žmitek, Boris Dolenc | kratki                     | animirani       |
| 38. | Maček Muri                                           | Muri the Cat                                             | Boris Dolenc | kratki                     | animirani       |
| 39. | Izgubljen                                            | Lost                                                     | Smail Zagrljača | kratki                     | igrani          |
| 40. | Princ Ki-Ki-Do; Skodelica čaja                       | A Cup of Tea                                             | Grega Mastnak | kratki                     | animirani       |
| 41. | Kdo je Gal?                                          | Who is Gal?                                              | Rok Lukšič, Luka Stanovnik | kratki                     | igrani          |
| 42. | Visoška kronika                                      | The Visoko Chronicle                                     | Toni Mlakar, Ivan Šušnjar | kratki                     | animirani       |
| 43. | Pism od Džonija                                      | Džoni's Song                                             | Tina Zadnik, Rawan Hourani, Sandra Jovanovska, Anne Tassel, Miha Oven, Filip Bihar, Špela Lutman                                                                          | kratki                     | animirani       |
| 44. | Mila                                                 | —                                                        | Taja Popovič Košir | kratki                     | igrani          |

### Filmi 35−44 (odMale šole uresničarijedoMile)
- Filmi 35−44 (od Male šole uresničarije do Mile) so bili kot predfestivalske projekcije predvajani pred začetkom festivala (6. septembra 2016) v okviru programa za otroke, in sicer v dveh tematskih sklopih: 
  - filmi 35−38 (plus Princ Ki-Ki-Do; Balon) v sklopu Kratki slovenski animirani filmi (program za vrtce in prvo triado OŠ)
  - filmi 39–44 v sklopu Panorama slovenskega kratkega in srednjemetražnega filma (program za drugo in tretjo triado OŠ).

### Posebni projekciji

#### Posvečeno Dušanu Milavcu
- Šumanović, komedija umetnika / Šumanović − A Comedy of an Artist − Branimir Dimitrijević, Boris Miljković

#### 20 let Slovenske kinoteke
- Ita Rina − filmska zvezda, ki je zavrnila Hollywood / Ita Rina − A Film Star Who Turned Down Hollywood − Marta Frelih